# Małe Rokitki
Małe Rokitki – kolonia kociewska w Polsce położona w województwie pomorskim, w powiecie tczewskim, w gminie Tczew. Miejscowość leży przy linii kolejowej nr 203 Tczew – Kostrzyn. Osada wchodzi w skład sołectwa Rokitki.
W latach 1975–1998 miejscowość należała administracyjnie do województwa gdańskiego.
W kierunku południowym od Małych Rokitek znajdują się pozostałości po starym grodzisku zwanym Czarcią Górą.
Inne miejscowości o nazwie Rokitki: Rokitki, Rokity